# نیلی بنداپودی

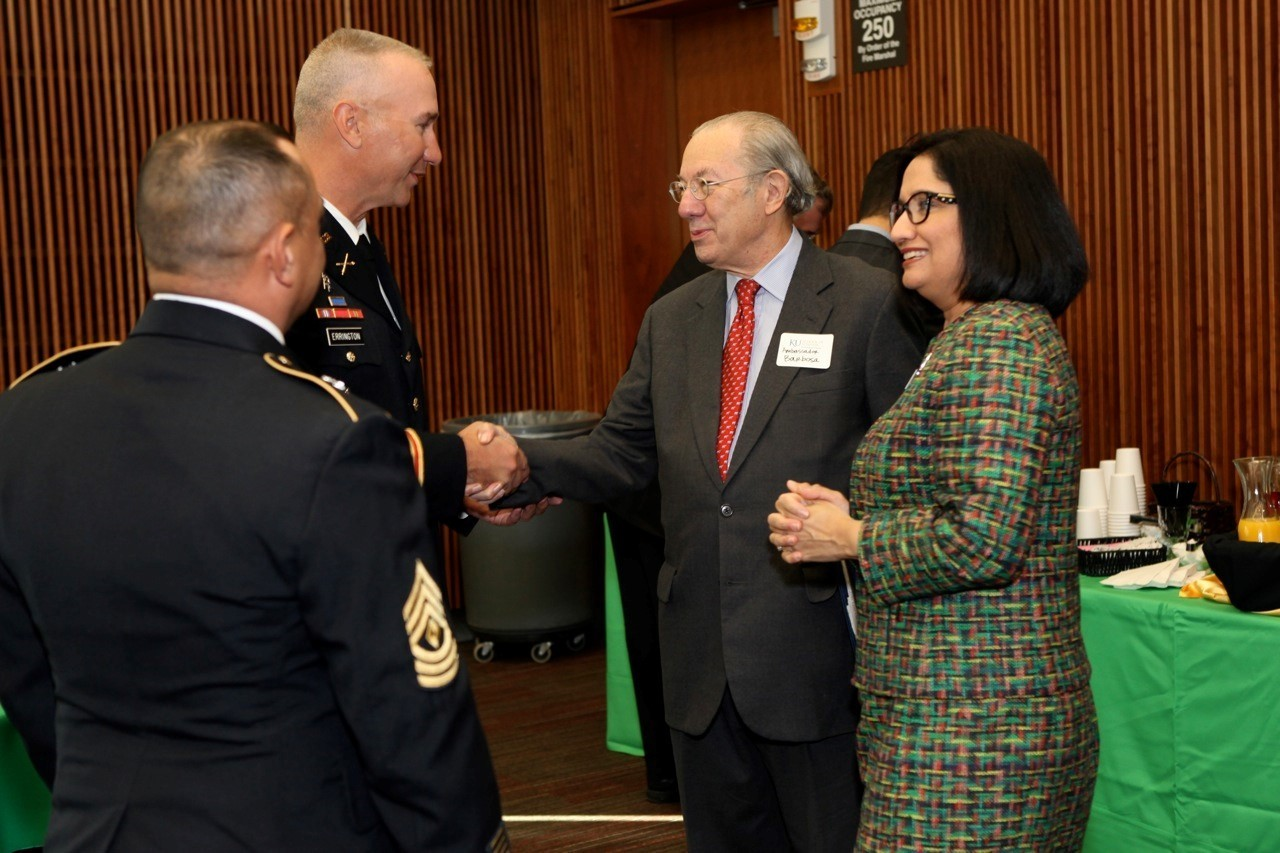

نیلی بنداپودی (به انگلیسی: Neeli Bendapudi) محقق آمریکایی و رئیس فعلی دانشگاه ایالتی پنسیلوانیا است.
در دسامبر ۲۰۲۱، اعلام شد که دانشگاه ایالتی پنسیلوانیا، بنداپودی را به عنوان رئیس بعدی خود معرفی خواهد کرد. او اولین زن و اولین فرد رنگین‌پوستی خواهد بود که به عنوان رئیس دانشگاه ایالتی پنسیلوانیا خدمت می‌کند.
بنداپودی در هند به دنیا آمد و برای تحصیل در مقطع کارشناسی ارشد در دانشگاه کانزاس به ایالات متحده نقل مکان کرد. وی در آنجا مدرک دکترای خود را اخذ نمود. بنداپودی پس از مدتی در دانشگاه ایالتی اوهایو و دانشگاه ای اند ام تگزاس به کانزاس بازگشت تا به عنوان رئیس دانشکده مدیریت دانشگاه کانزاس خدمت کند.
در ۱۳ ژوئیه ۲۰۱۸، بنداپودی، در پاسخ به استفاده جان اشناتر، بنیان‌گذار پیتزای پاپا جانز، از توهین نژادی، اعلام کرد که نام جان اشناتر از نام ورزشگاه پاپا جانز کاردینال حذف خواهد شد.